# FO BCFhe 2/4
| Baureihe BDeh 2/4        | Baureihe BDeh 2/4                    |
| ------------------------ | ------------------------------------ |
| BDeh 2/4 45 in Andermatt |                                      |
| Nummerierung             | 41–45                                |
| Anzahl                   | 5                                    |
| Hersteller               | SLM Winterthur, BBC                  |
| Indienststellung         | 1941–1942                            |
| Ausrangierung            | ab 1993                              |
| Achsformel               | Bo'zz 2'                             |
| Dienstmasse              | 37 t                                 |
| Länge über Puffer        | 16 700 mm                            |
| Höchstgeschwindigkeit    | 55 km/h (Adhäsion) 30 km/h (Zahnrad) |
| Stromsystem              | 11 kV, 16,7 Hz                       |
| Zahnradsystem            | Abt, zweilamellig                    |
| Anzahl der Motoren       | 2                                    |
| Antrieb                  | elektrisch                           |
| Stundenleistung          | 430 kW                               |
| Spurweite                | 1 000 mm                             |

Die BCFhe 2/4 waren Triebwagen in Betrieb der Schöllenenbahn (SchB) und der Furka-Oberalp-Bahn (FO). Die Schöllenenbahn nahm den Wagen BCFhe 2/4 Nr. 41 im Jahr 1941 in Betrieb, ebenso gingen bei der Furka-Oberalp-Bahn 1941 die Wagen BCFhe 2/4 Nr. 42–43 in Betrieb, welche im folgenden Jahr auch noch die beiden Wagen CFhe 2/4 44–45 1942 in Betrieb nahm.
Die Schöllenenbahn wurde seit Betriebsaufnahme 1917 mit Gleichstrom betrieben, während die FO bis 1941 nur zehn Dampfloks HG 3/4 und zwei Benzintriebwagen CFm 2/2 nutzte. Als 1941 die Strecke Andermatt-Disentis aus strategischen Gründen elektrifiziert und hierbei das schon bei der Rhätischen Bahn eingeführte Wechselstromsystem (11 kV, 16 2/3 Hz) verwendet wurde, nutzte man die Gelegenheit, die Stromversorgung der Schöllenenbahn anzupassen, um auch weiterhin den Gemeinschaftsbahnhof Andermatt nutzen zu können. Gemeinsam bestellten die beiden Bahnen zunächst drei und später nach dem Beschluss der Elektrifizierung der Strecke Andermatt-Brig zwei weitere Triebwagen. Diese wurden ohne Zweitklassabteil geliefert, wurden aber bereits 1946 an die anderen Fahrzeuge angepasst, indem das kleine Drittklassabteil zwischen Einstieg und Führerstand ebenfalls in ein Zweitklassabteil umgebaut wurde. Mit der Abschaffung der dritten Klasse wurden die Triebwagen 1956 in ABFhe 2/4 umbenannt. 1966 folgt die Umzeichnung in ABDhe 2/4, 1969 dann in ABDeh 2/4. Nach Umbau der Erstklass- in Zweitklassabteile zwischen 1974 und 1978 wurden die Triebwagen als BDeh 2/4 bezeichnet.
Ab den 1970er Jahren verkehrten sie meistens als Kurzpendelzug zusammen mit einem Steuerwagen aus der Serie ABt 4191–4194, nachdem der Triebwagen 41 schon seit 1943 häufig mit dem Steuerwagen BCFt 30 in der Schöllenen verkehrte.
ABDeh 2/4 43 wurde 1971 bei einem Zusammenstoss in der Nähe von Fürgangen schwer beschädigt und 1974 wieder instand gesetzt, wobei der zerstörte Führerstand auf der Seite Brig entfernt und zusammen mit dem ehemaligen Erstklassabteil in ein Abteil zweiter Klasse mit 16 Plätzen umgebaut wurde. Danach war ein Einsatz dieses Fahrzeugs im Pendelzugdienst nur noch mit einem der ABt-Steuerwagen möglich.
Triebwagen 41 trug bis 1962 die Farben blau-crème der Schöllenenbahn und wurde nach der Fusion zwischen SchB und FO in das dunkle FO-Rot umlackiert. Im Rahmen von Versuchen für ein neues Erscheinungsbild der Bahn im Jahr 1977erhielten die Triebwagen 44 und 45 Versuchsbeschriftungen. Diese wurden ab 1978 bzw. 1979  durch Neulackierungen in einem helleren Rot-Ton mit weissem Längsstreifen ersetzt.

## Technik
Die schmalspurigen Triebwagen besitzen je ein kombiniertes, fest gekuppeltes Adhäsions- und Zahnradtriebdrehgestell unter dem Gepäckraum auf der Seite Göschenen/Disentis sowie ein Laufdrehgestell unter dem Führerstand auf der Seite Brig. Ein Einsatz ist somit auf den Adhäsions- sowie auf den Zahnradabschnitten der Bahn bis zur Maximalneigung von 179 ‰ möglich. Der Antrieb erfolgt über zwei Tatzlagermotoren, die zwischen den Achsen eingebaut sind.
Der selbsttragende Wagenkasten besteht aus Stahl, wobei der Bodenrahmen wegen der auf der Steilstrecke der Schöllenen grossen Zug- und Druckkräfte sowie des schweren Transformators besonders stark ausgelegt wurde. Um an anderer Stelle Gewicht einzusparen, wurden Dachaufbauten und Türen aus Aluminium verwendet.
Wegen der besonderen Sicherheitsanforderungen im Steilstreckenbetrieb auf der Schöllenenstrecke besitzen die Fahrzeuge vier unterschiedliche Bremssysteme: eine elektrische Betriebsbremse, eine kombinierte Druckluft- und Vakuumbremse, die auf die Räder und das Bremszahnrad wirkt, eine Druckluftbremse für die beiden Triebzahnräder sowie eine Federspeicherbremse als Feststellbremse.

## Verbleib
Im Jahr 1993 wurden die Triebwagen 42 und 44 ausrangiert, ebenso die Nr. 43, die durch die von der Saltina am 24. September 1993 in Brig ausgelöste Überschwemmung stark beschädigt wurde. 1995 wurde Nr. 43 abgebrochen, 42 und 44 folgten im Jahr 2000. 2001 wurde dann auch der vorletzte Triebwagen Nr. 45 ausser Dienst gestellt und abgebrochen. Von den ursprünglich fünf Triebwagen ist nur die Nr. 41 erhalten geblieben. Dieses Fahrzeug stand seit 2001 abgestellt im MGB-Depot Glisergrund und wurde am 12. Oktober 2010 an die Dampfbahn Furka-Bergstrecke (DFB) übergeben. Dort wurde es in Realp abgestellt und wartet seitdem auf neue Einsätze. Das Fahrzeug wurde in den Fuhrpark des Vereins MGBahn-Historic aufgenommen, der Triebwagen steht aber im Jahr 2020 immer noch in Realp. Am 30. November 2020 wurde der Triebwagen nach Hospental auf ein Abstellgleis überführt, wo er nun auf sein weiteres Schicksal wartet (siehe MGB Historic).